# Phong trào thanh thiếu niên
Phong trào thanh thiếu niên là bất cứ sự nỗ lực nào nhằm tổ chức các cá nhân thuộc giới trẻ vào một nhóm định dạng thống nhất (a unified identity). Theo một tổ chức, "Một con số gia tăng các tổ chức và cá nhân đang kêu gọi thành lập một phong trào thanh thiếu niên phạm vi toàn thế giới được xây dựng quanh kỹ thuật thông tin, chính trị và hành động xã hội, và nhiều vấn đề khác nữa." Có một con số dường như vô giới hạn một cách tự nhiên các phong trào thanh thiếu niên, cả trong lịch sử và thời hiện tại.

### Các phong trào thanh thiếu niên cận đại
- Quyền trẻ em
- Hướng đạo
- Phong trào Thanh thiếu niên "Đứng lên"
- Tiếng nói Sinh viên
- Quyền thanh thiếu niên
- Phát triển Thanh thiếu niên
- Tiếng nói thanh thiếu niên
- Phong trào Thanh thiếu niên Do thái
- Năng lực Thanh thiếu niên (Youth empowerment)
- AIESEC
- The Global Experience
- Woodcraft Indians

### Các phong trào thanh thiếu niên lịch sử
- Hippies
- Sinh viên vì một Xã hội Dân chủ
- Thanh thiếu niên Hitler
- Đại hội Thanh thiếu niên Mỹ
- Phong trào Thanh thiếu niên Cộng sản

### Các phong trào thanh thiếu niên tôn giáo
- Phong trào Thiếu Nhi Thánh Thể - Công giáo
- Gia đình Phật tử - Phật giáo
- Lữ đoàn Nam
- Hiệp hội Thanh niên Cơ Đốc (YMCA)

### Các phong trào thanh thiếu niên chính trị
- Phong trào thiếu niên tiền phong - Cộng sản
- Đoàn Thanh niên Hitler - Đức quốc xã